# Томбо, Август
Август Томбо (нем. August Tombo; 13 января 1842, Эрфурт — 14 мая 1878, Гриз, ныне в составе Больцано) — немецкий арфист и музыкальный педагог.
С 1861 г. солист Баварской придворной оперы. Преподавал в Мюнхенской консерватории, оставил «Школу игры на арфе» (нем. Schule der Technik des Harfenspiels), опубликованную спустя много лет после смерти автора Эдмундом Шуэкером. В 1868 г. стал первым учителем музыки Рихарда Штрауса, обучая его игре на фортепиано. Автор лёгких пьес для своего инструмента и для фортепиано.
В 1876 г. Томбо входил в состав оркестра на первом Байрёйтском фестивале при премьерном исполнении полной тетралогии «Кольцо Нибелунга»; к этому эпизоду относится знаменитый диалог Томбо с Рихардом Вагнером: в ответ на жалобу Томбо о неисполнимости партии арфы в «Золоте Рейна» ценивший его композитор ответил: «Вы не можете ожидать от меня умения играть на арфе; вы видите, каких задач я хочу достичь; итак, исправьте свою партию по своему усмотрению» (этот обмен репликами впервые воспроизведён в немецком переработанном и дополненном издании учебника инструментовки Гектора Берлиоза, вышедшем в 1905 г. под редакцией Рихарда Штрауса).